# جدول المواصفات
يعرف جدول المواصفات في معظم كتب القياس أنه عبارة عن مخطط تفصيلي يحدد محتوى الاختبار ويربط محتوى المادة الدراسية بالأهداف التعليمية السلوكية، ويبين الوزن النسبي الذي يعطيه المعلم لكل موضوع من الموضوعات المختلفة، والأوزان النسبية للأهداف المعرفية السلوكية في مستوياتها المختلفة.